# Oliarus simlae
Oliarus simlae är en insektsart som beskrevs av William Lucas Distant 1911. Oliarus simlae ingår i släktet Oliarus och familjen kilstritar. Inga underarter finns listade i Catalogue of Life.